# ソラリス・トロリーノ12
トロリーノ12（Trollino 12）は、ポーランドのバスメーカーであるソラリスが展開するトロリーバス向け車両。全長12 mの車種で、ポーランドを始め世界各国へ向けて製造が実施されている。

## 概要
乗降や利用が容易なバリアフリーに対応した車両が求められるようになったポーランドのトロリーバスの情勢を受けて開発が行われた「トロリーノ」ブランドのうち、最初に製造が実施された全長12 mの車種。ソラリス（旧：ネオプラン・ポルスカ）が展開するバス車両「ウルビーノ12」と同型の車体を有しており、車内はバリアフリーに適した低床構造になっている他、車椅子用のスペースも設けられている。また、顧客の要望に応じて空調装置の搭載に加え、ディーゼルエンジンを用いた発電装置やリチウムイオン充電池といった架線が無い区間でも走行可能な電源の設置も可能である。

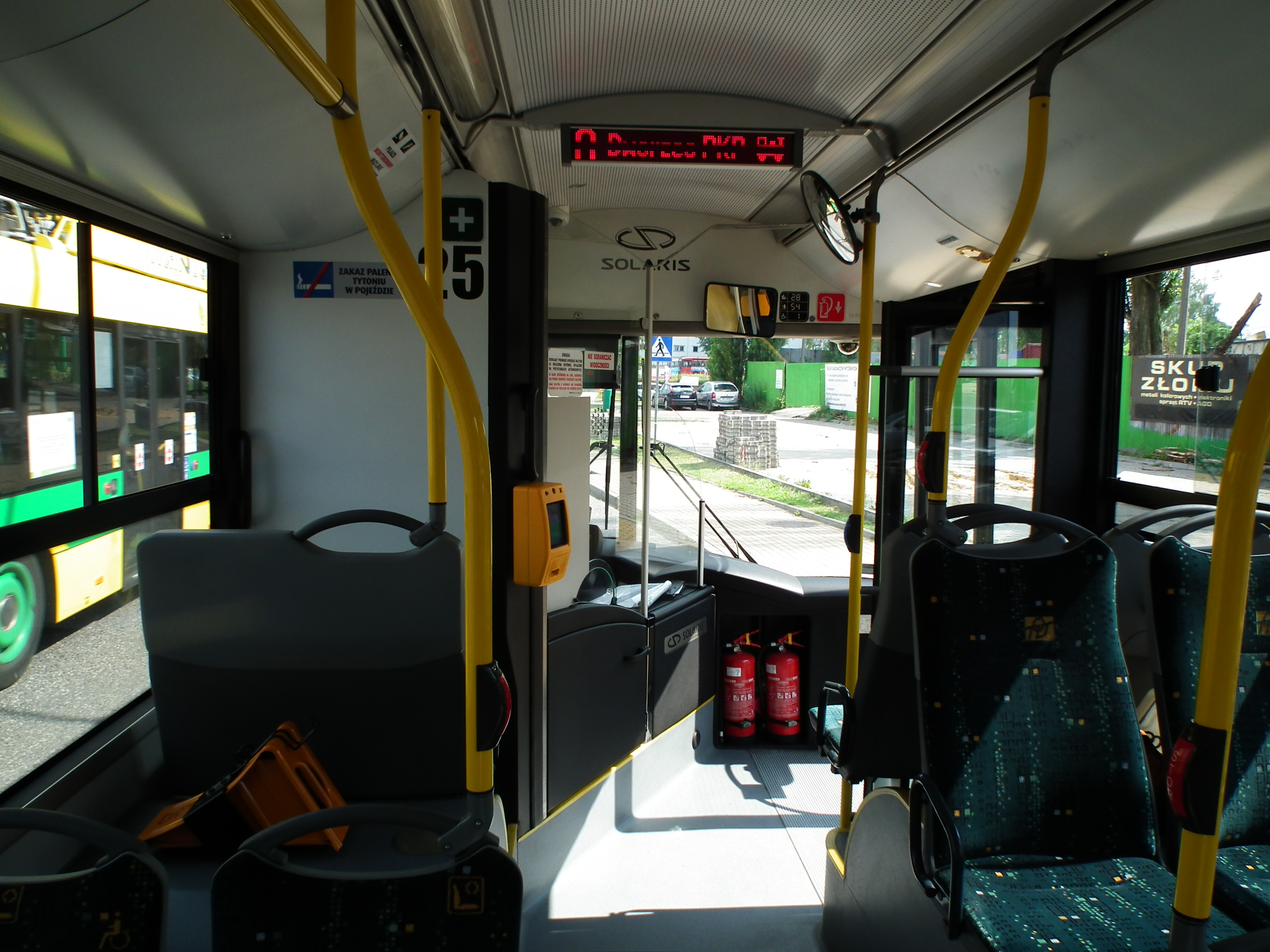
車内（ポーランド：ティヒ）

車体デザインは「ウルビーノ」の展開に応じて何度かモデルチェンジが行われており、最初に生産された2001年製の「第1世代」に続き、2002年からは「第2世代」、2006年からは「第3世代」、2018年からは「第4世代」と呼ばれるデザインでの製造が行われている。また、鉄道車両を基にした流線形の前面形状を採用した「メトロスタイル（Metrostyle）」と呼ばれるデザインの選択も可能である。
- 第1世代（ポーランド：グディニャ）
（2005年撮影）
- 第2世代（ハンガリー：ブダペスト）
（2005年撮影）
- 第3世代（ポーランド：ティヒ）
（2013年撮影）
- 第4世代（ポーランド：グディニャ）
（2020年撮影）

## 形式
トロリーノ12は、主電動機の種類や製造を手掛けた企業によって以下の形式に細分化されている。太字で記されている形式名は、2022年時点で展開中のものを示す。
- トロリーノ12T（Trollino 12T） - ポーランド・グディニャのトロバスで製造された形式。ワルシャワ電気工学研究所が設計した直流電動機を搭載[4][8]。
- トロリーノ12・ガンツ（Trollino 12 Ganz） - ハンガリーのガンツ・トランスエレクトロ製の誘導電動機を搭載[8]。
- トロリーノ12・アストラ（Trollino 12 Astra） - ルーマニアのアストラ（ルーマニア語版）製の直流電動機を搭載。
- トロリーノ12DC（Trollino 12DC） - フランスのセゲレック（英語版）製の制御装置「TVユーロパルス（TV Europluse）」を採用。EMIT製の直流電動機を搭載。
- トロリーノ12AC（Trollino 12AC） - フランスのセゲレック製の「TVユーロパルス」を採用。プラゴイメックス製の誘導電動機を搭載。
- トロリーノ12DCR（Trollino 12 DCR） - ポーランドのティヒで公共交通を運営するティヒ・トロリーバスネットワーク有限責任会社が自社工場で製造した主電動機を搭載[17]。
- トロリーノ12M（Trollino 12M） - ポーランドのメドコム（ポーランド語版）製の誘導電動機を搭載。
- トロリーノ12S（Trollino 12S） - チェコのシュコダ・エレクトリック（チェコ語版）製の誘導電動機を搭載。
- トロリーノ12・キーペ（Trollino 12 Kiepe） - ドイツのキーペ・エレクトリック（ドイツ語版）製の誘導電動機を搭載。

## 導入都市
2025年時点で、トロリーノ12が導入されている、もしくは導入予定がある都市は以下の通り。下記以外にも、各都市で廃車されたトロリーノ12が他の都市へ譲渡された事例が多数存在する。
| 国           | 都市                                                  | 備考               |
| ------------ | ----------------------------------------------------- | ------------------ |
| ブルガリア   | プレヴェン (プレヴェン・トロリーバス)                 | [ 20 ]             |
| ブルガリア   | スタラ・ザゴラ (スタラ・ザゴラ・トロリーバス)         | [ 21 ]             |
| カナダ       | バンクーバー (バンクーバー・トロリーバス)             | [ 22 ]             |
| チェコ       | ホムトフ、イルコフ (ホムトフ/イルコフ・トロリーバス)  | [ 18 ]             |
| チェコ       | オパヴァ (オパヴァ・トロリーバス)                     | [ 23 ]             |
| チェコ       | オストラヴァ (オストラヴァ・トロリーバス)             | [ 2 ]              |
| エストニア   | タリン (タリン・トロリーバス)                         | [ 24 ]             |
| フランス     | サン＝テティエンヌ (サン＝テティエンヌ・トロリーバス) | [ 25 ]             |
| イタリア     | カリャリ (カリャリ・トロリーバス)                     | [ 26 ]             |
| イタリア     | サンレーモ (サンレーモ・トロリーバス)                 | [ 27 ]             |
| イタリア     | ナポリ                                                | [ 28 ]             |
| イタリア     | パルマ                                                | [ 29 ]             |
| イタリア     | モデナ                                                | [ 29 ]             |
| イタリア     | ラ・スペツィア                                        | [ 30 ]             |
| リトアニア   | カウナス (カウナス・トロリーバス)                     | [ 31 ]             |
| リトアニア   | ヴィリニュス (ヴィリニュス・トロリーバス)             | [ 32 ]             |
| ハンガリー   | ブダペスト                                            | [ 33 ]             |
| ハンガリー   | デブレツェン                                          | [ 3 ]              |
| ポーランド   | グディニャ (グディニャ・トロリーバス)                 | [ 34 ]             |
| ポーランド   | ルブリン (ルブリン・トロリーバス)                     | [ 13 ]             |
| ポーランド   | ティヒ (ティヒ・トロリーバス)                         | [ 35 ]             |
| ポルトガル   | コインブラ (コインブラ・トロリーバス)                 | [ 36 ]             |
| ルーマニア   | バヤ・マーレ                                          | [ 37 ]             |
| ルーマニア   | ブカレスト                                            | [ 38 ]             |
| ルーマニア   | メディアシュ                                          | [ 39 ]             |
| ルーマニア   | プロイェシュティ                                      | [ 40 ]             |
| ルーマニア   | トゥルグ・ジウ                                        | [ 41 ]             |
| スペイン     | カステリョン・デ・ラ・プラナ                          | 「メトロスタイル」 |
| スウェーデン | ランズクルーナ (ランズクルーナ・トロリーバス)         | [ 43 ]             |
| スイス       | ラ・ショー＝ド＝フォン                                | [ 15 ]             |

## ギャラリー

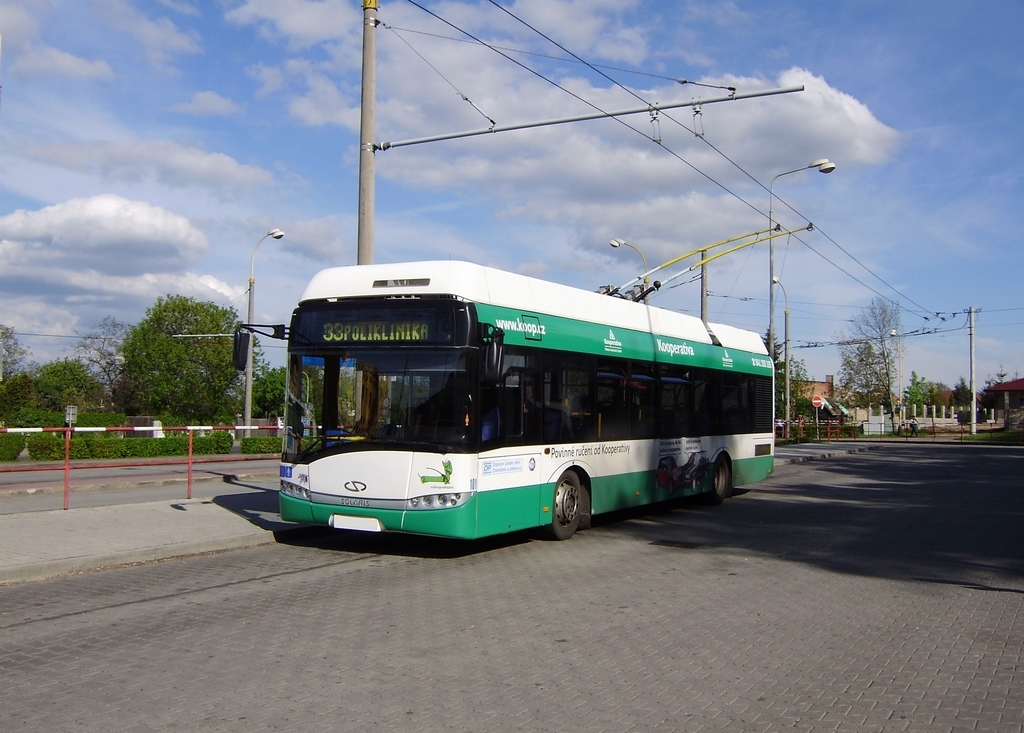
チェコ：ホムトフ
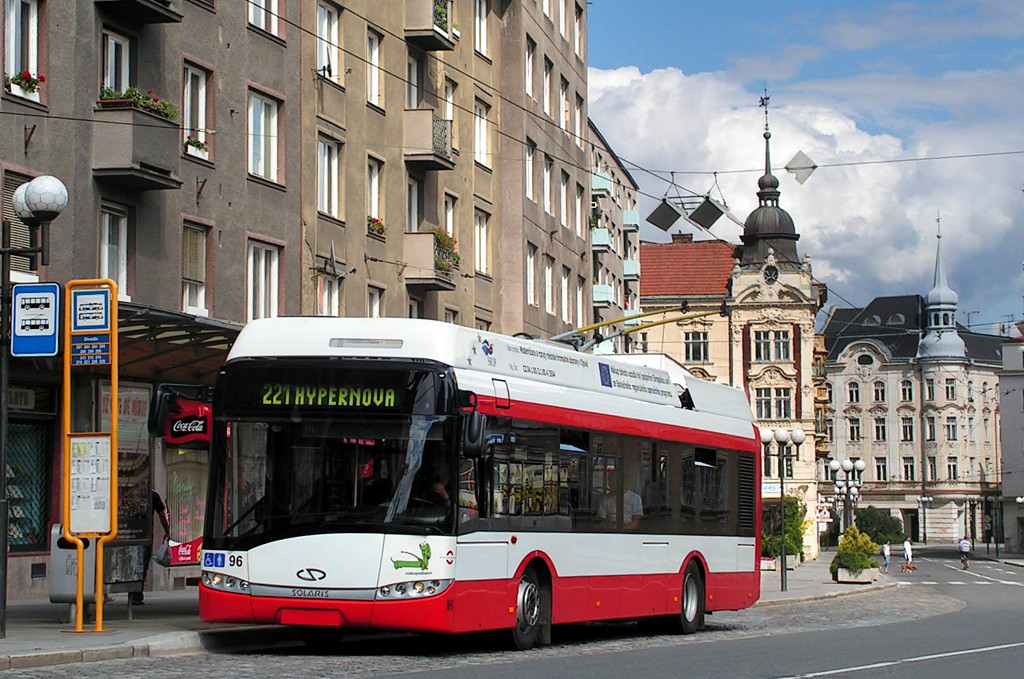
チェコ：オパヴァ
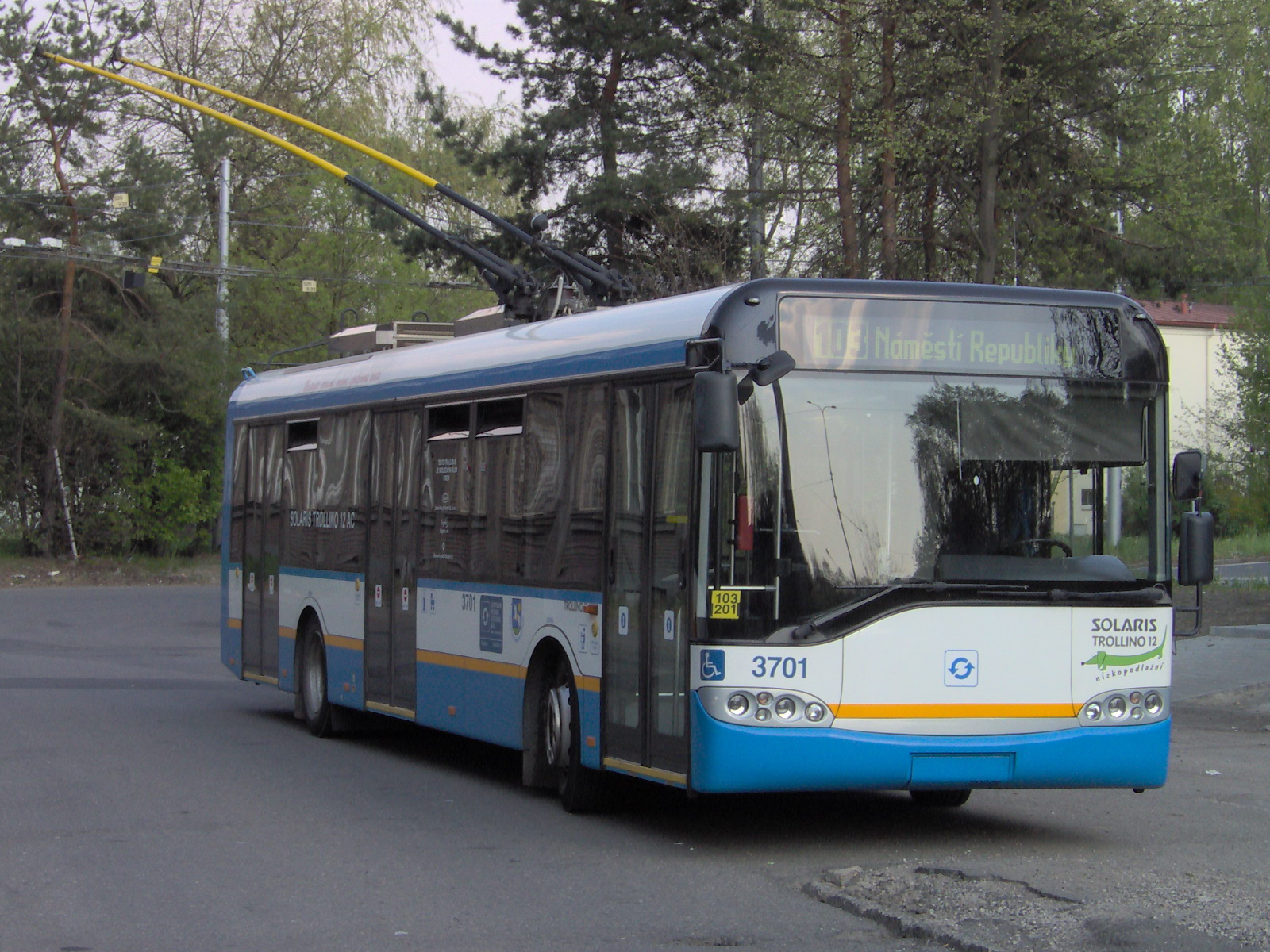
チェコ：オストラヴァ
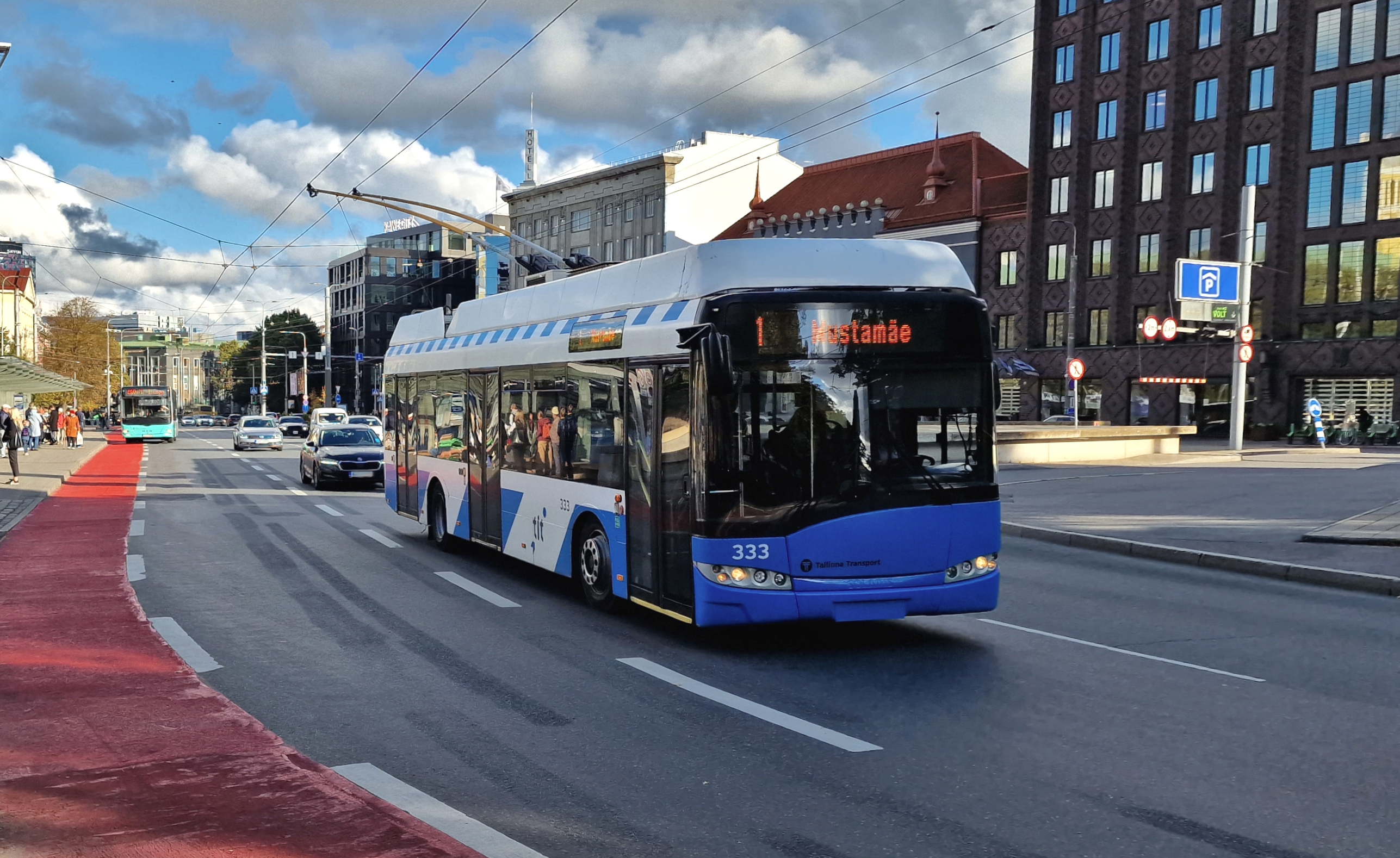
エストニア：タリン
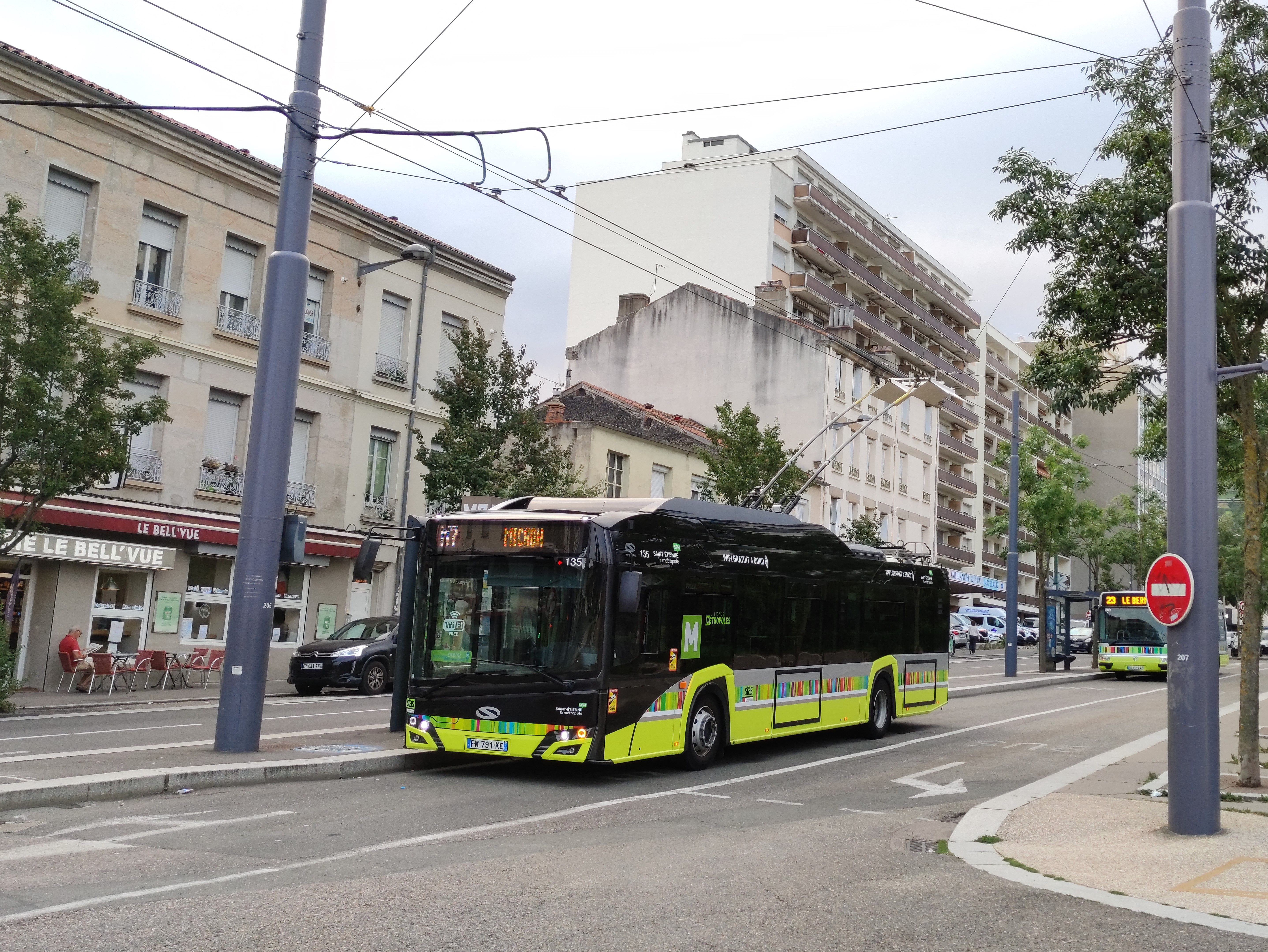
フランス：サン＝テティエンヌ
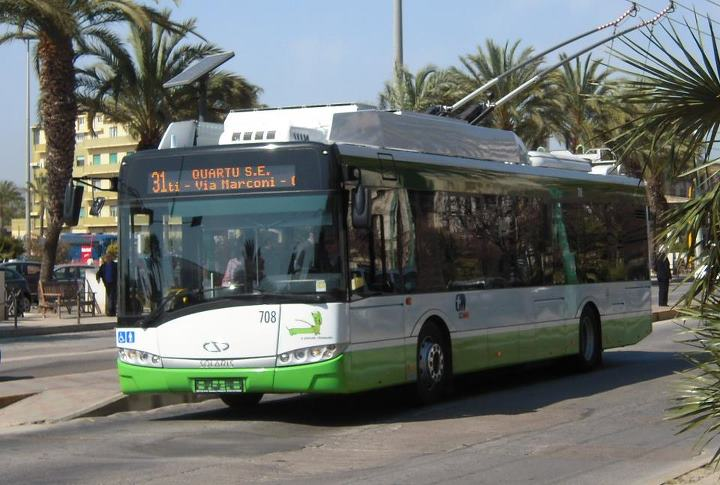
イタリア：カリャリ
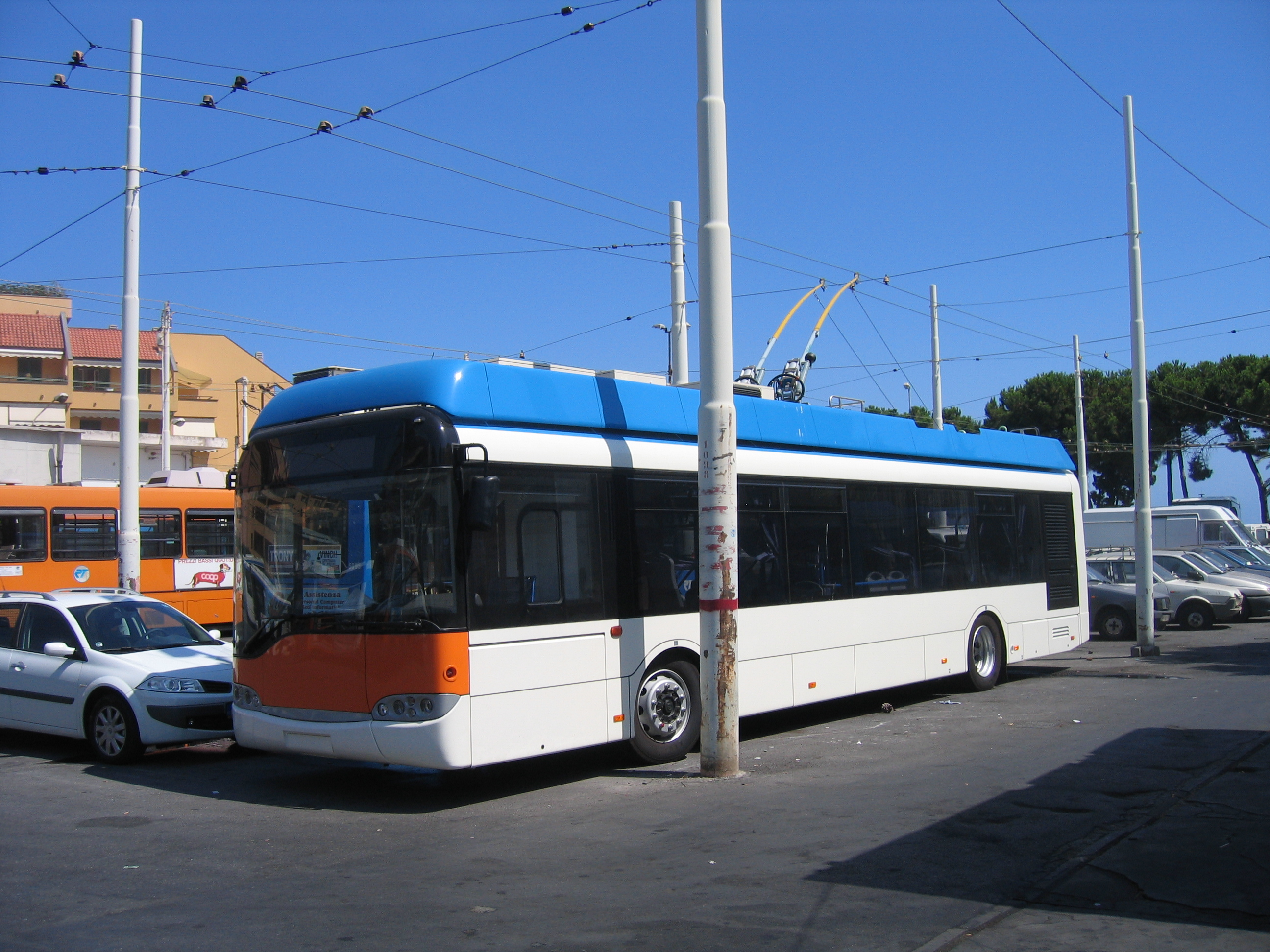
イタリア：サンレーモ
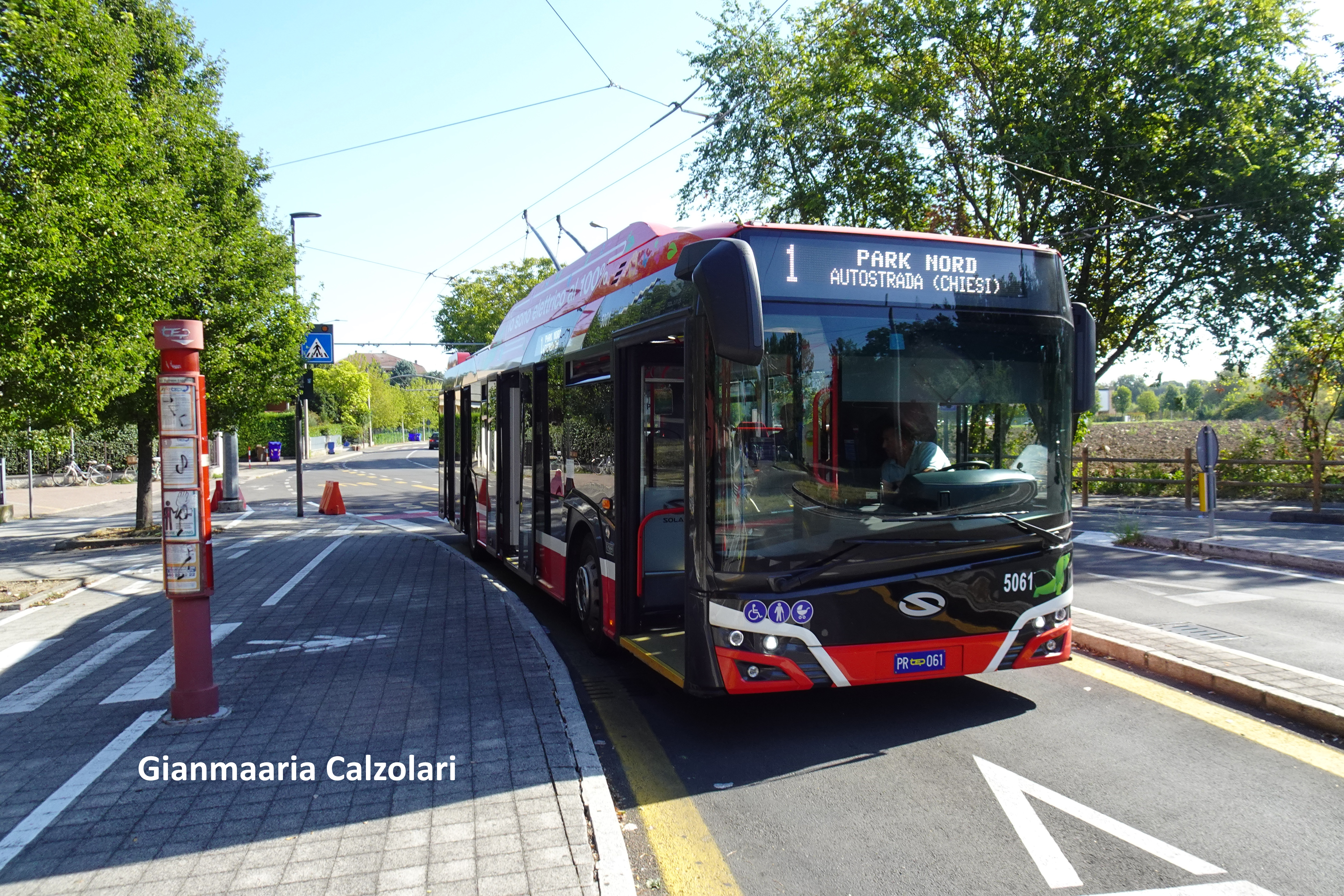
イタリア：パルマ
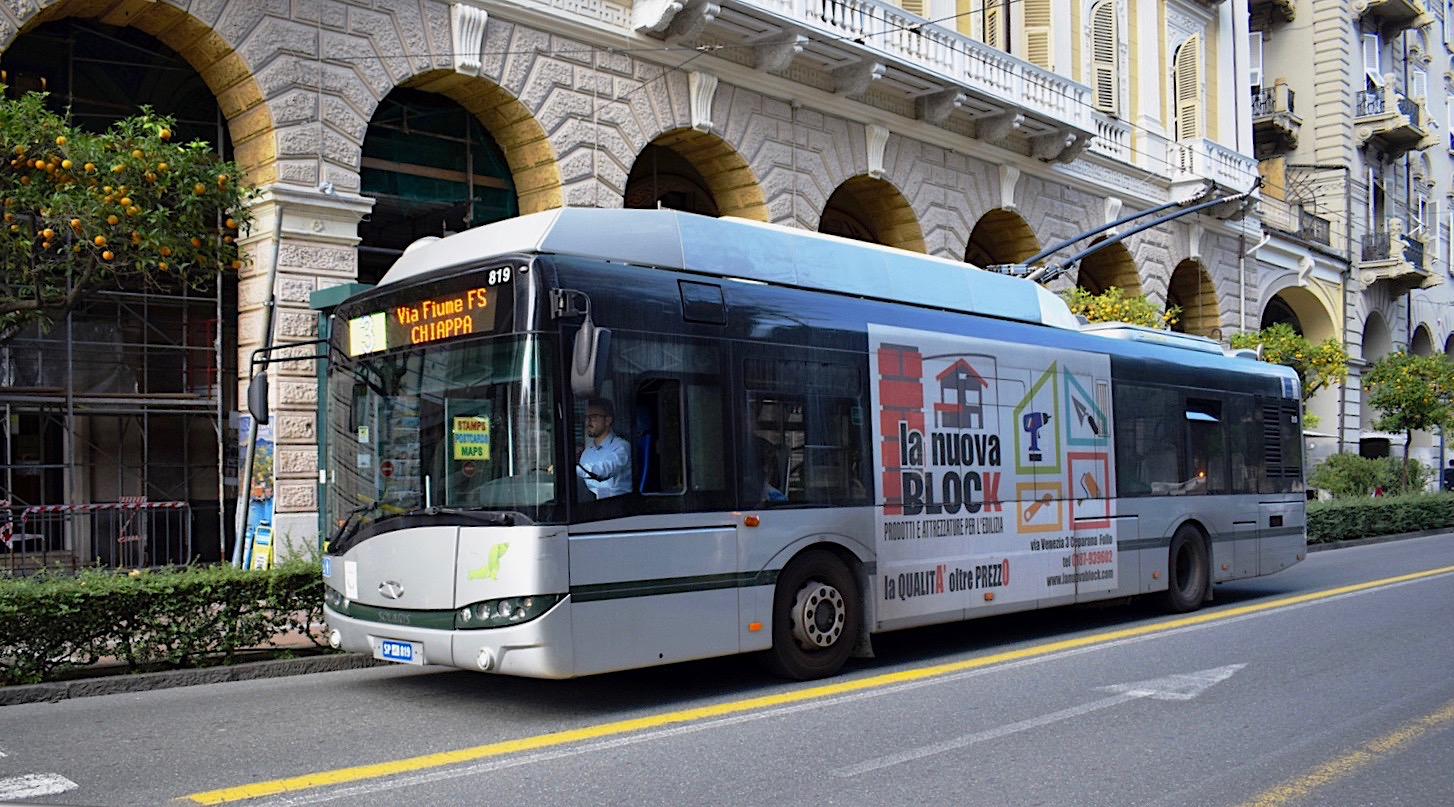
イタリア：ラ・スペツィア
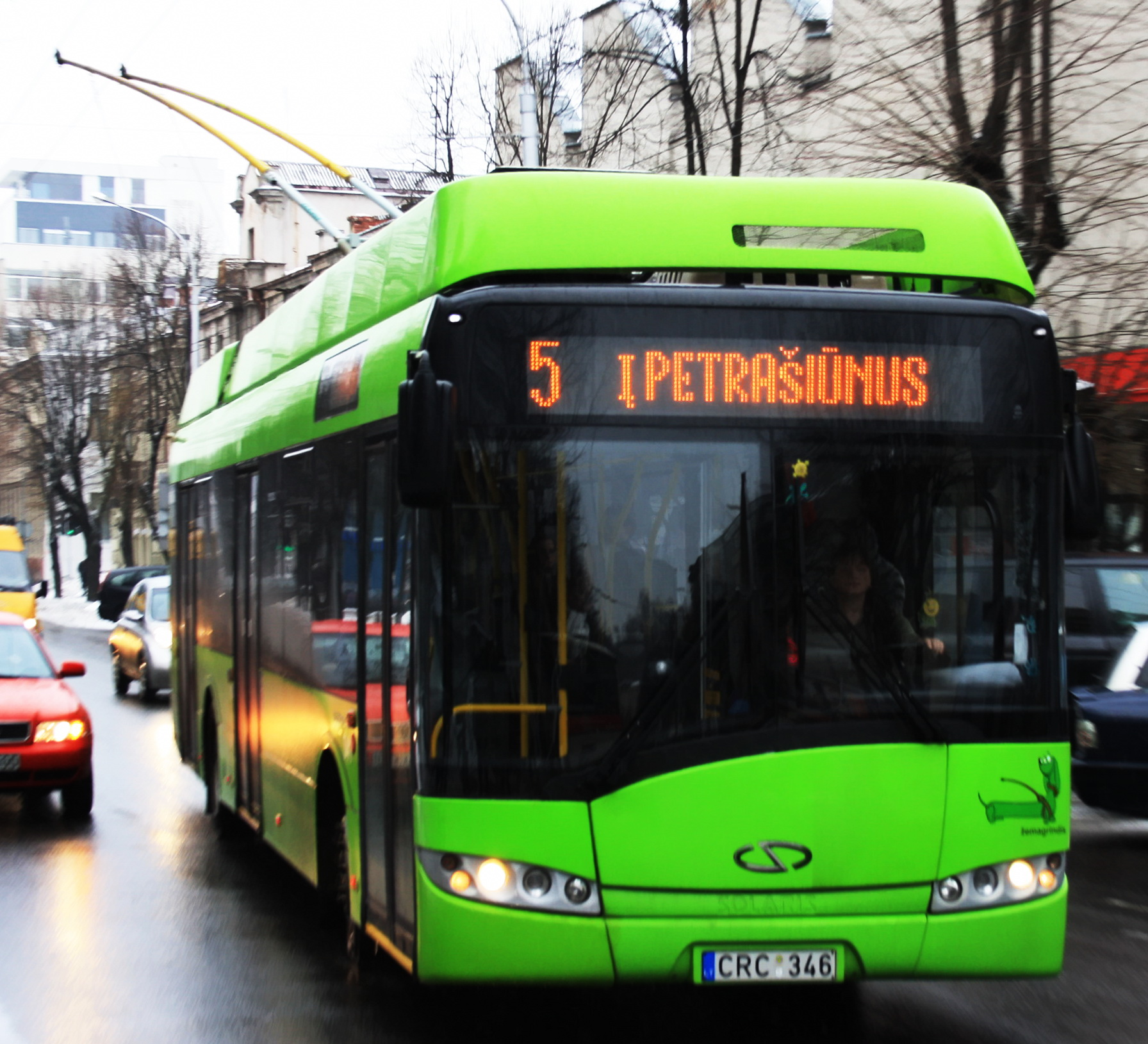
リトアニア：カウナス
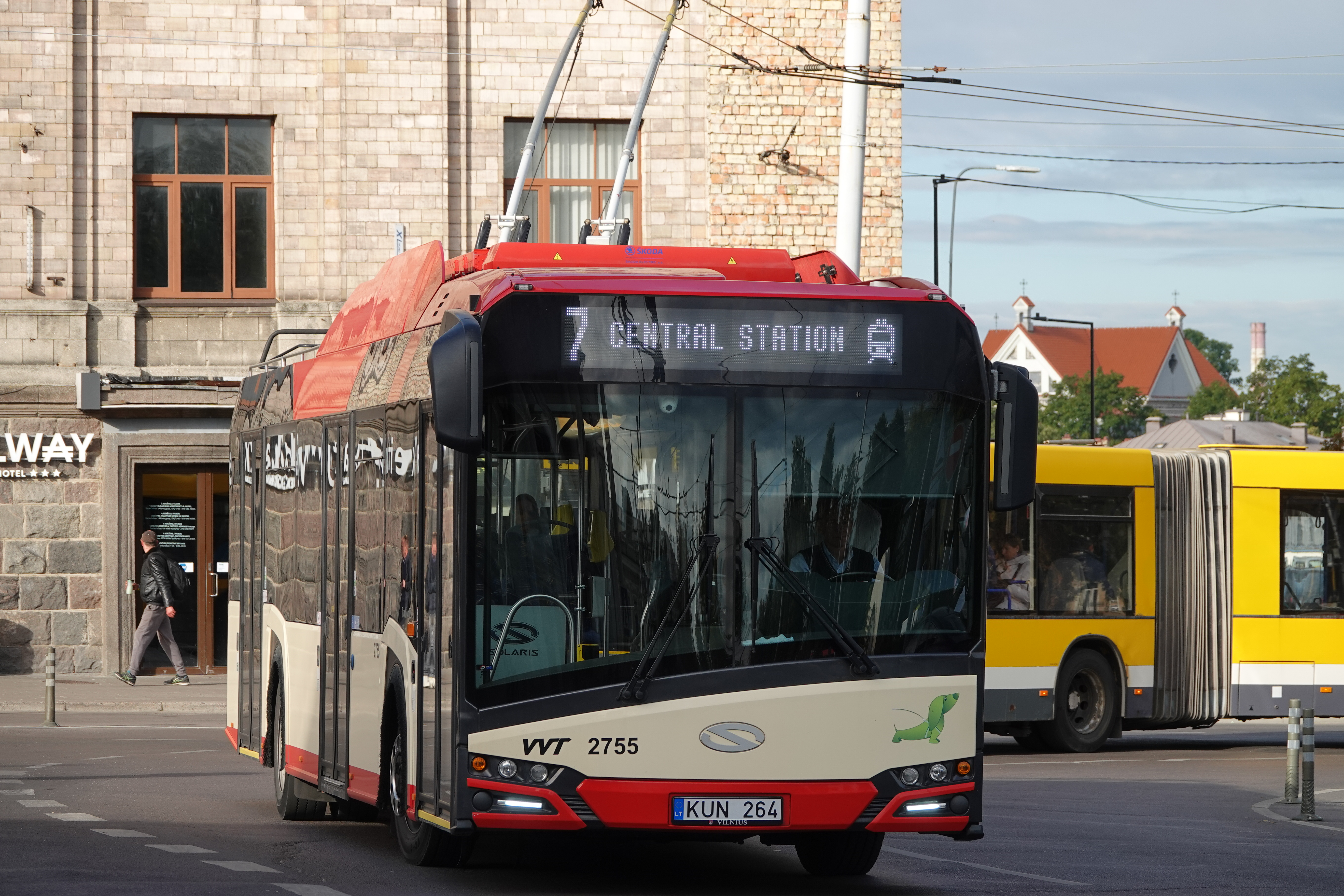
リトアニア：ヴィリニュス
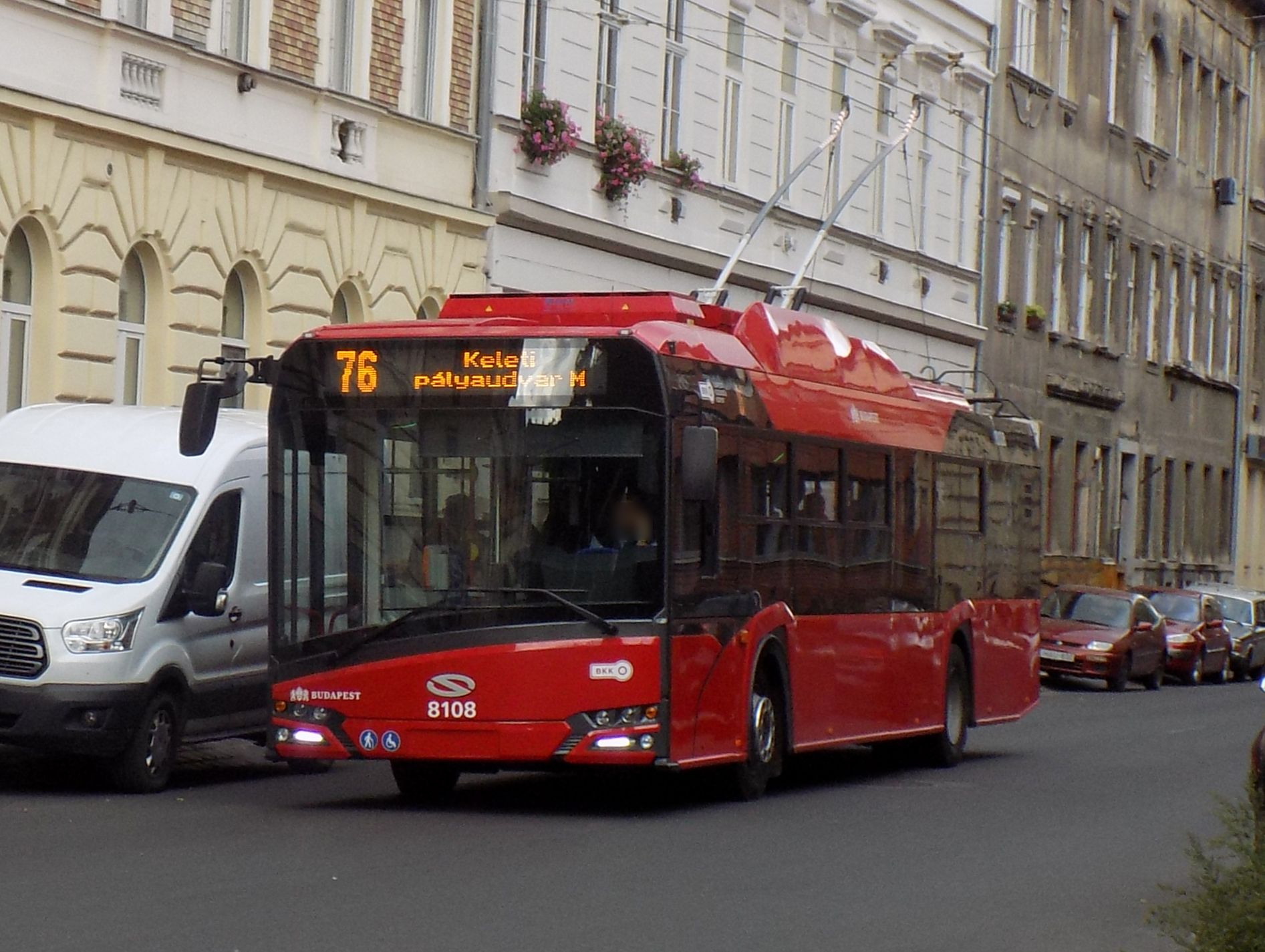
ハンガリー：ブダペスト
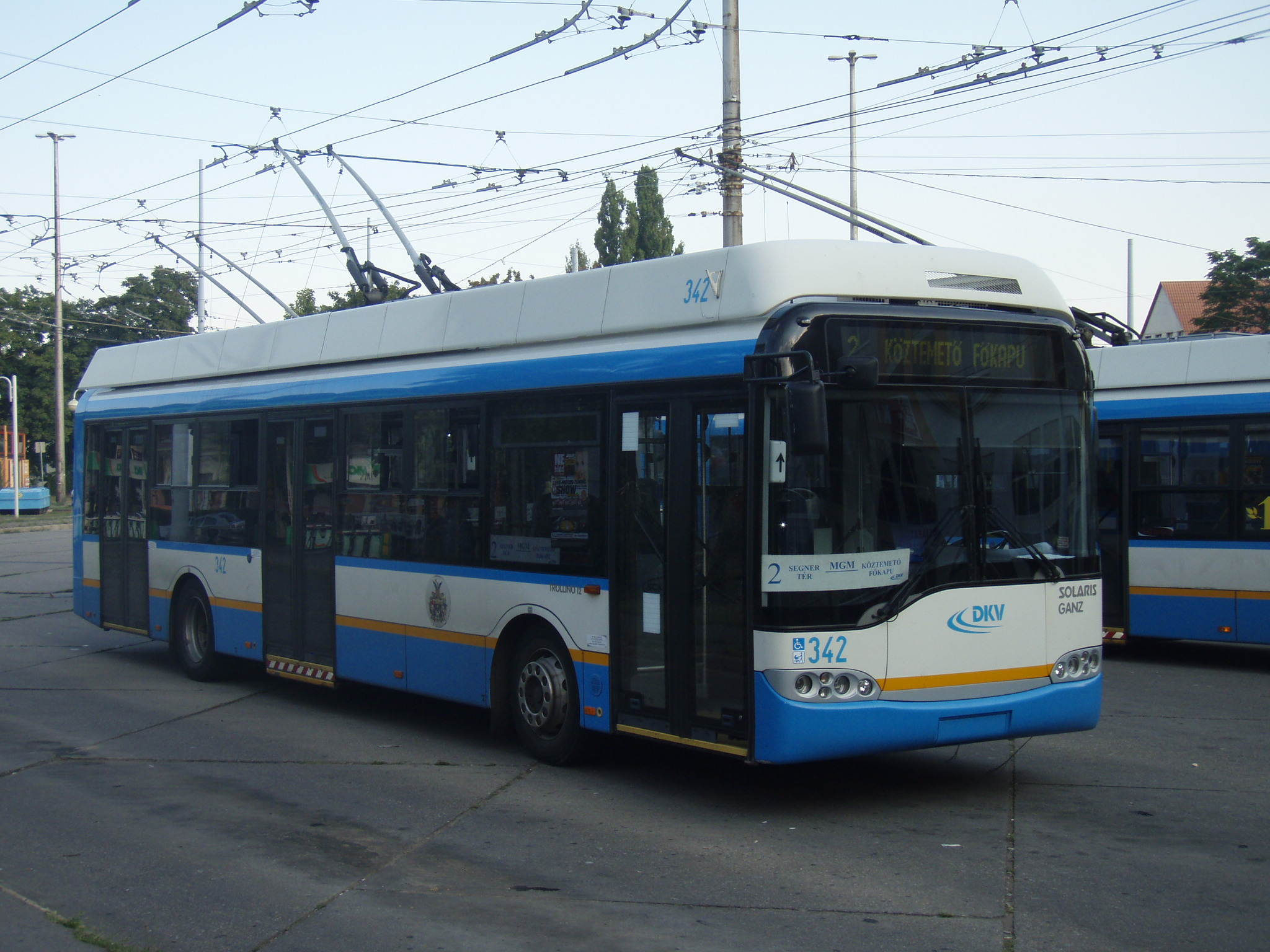
ハンガリー：デブレツェン
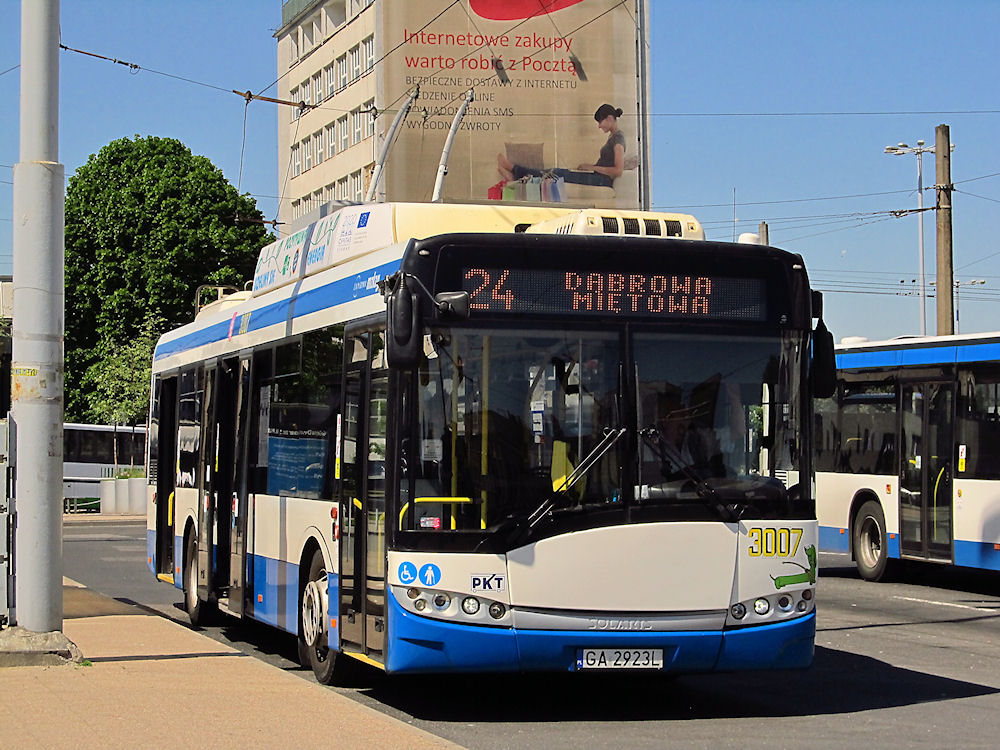
ポーランド：グディニャ
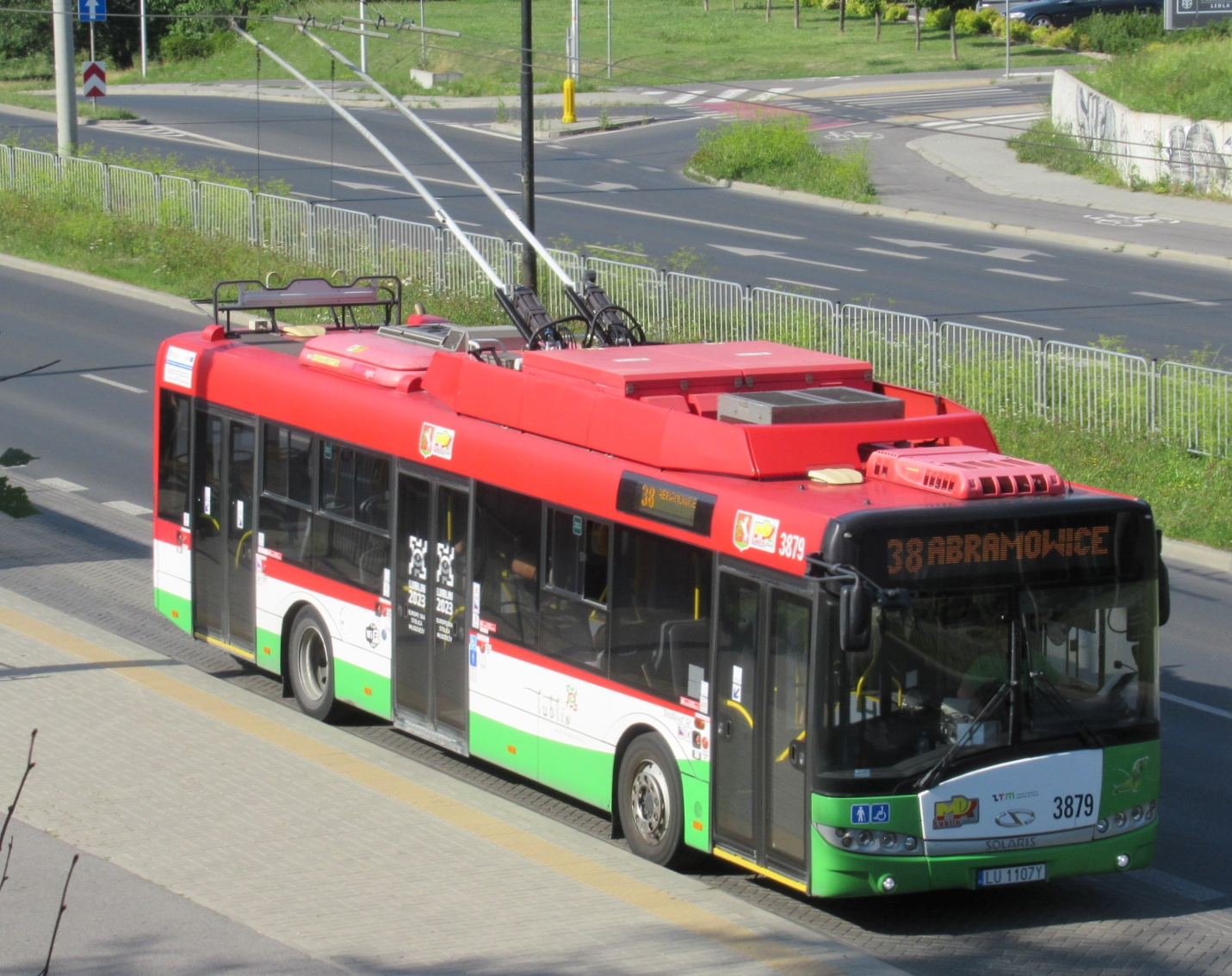
ポーランド：ルブリン
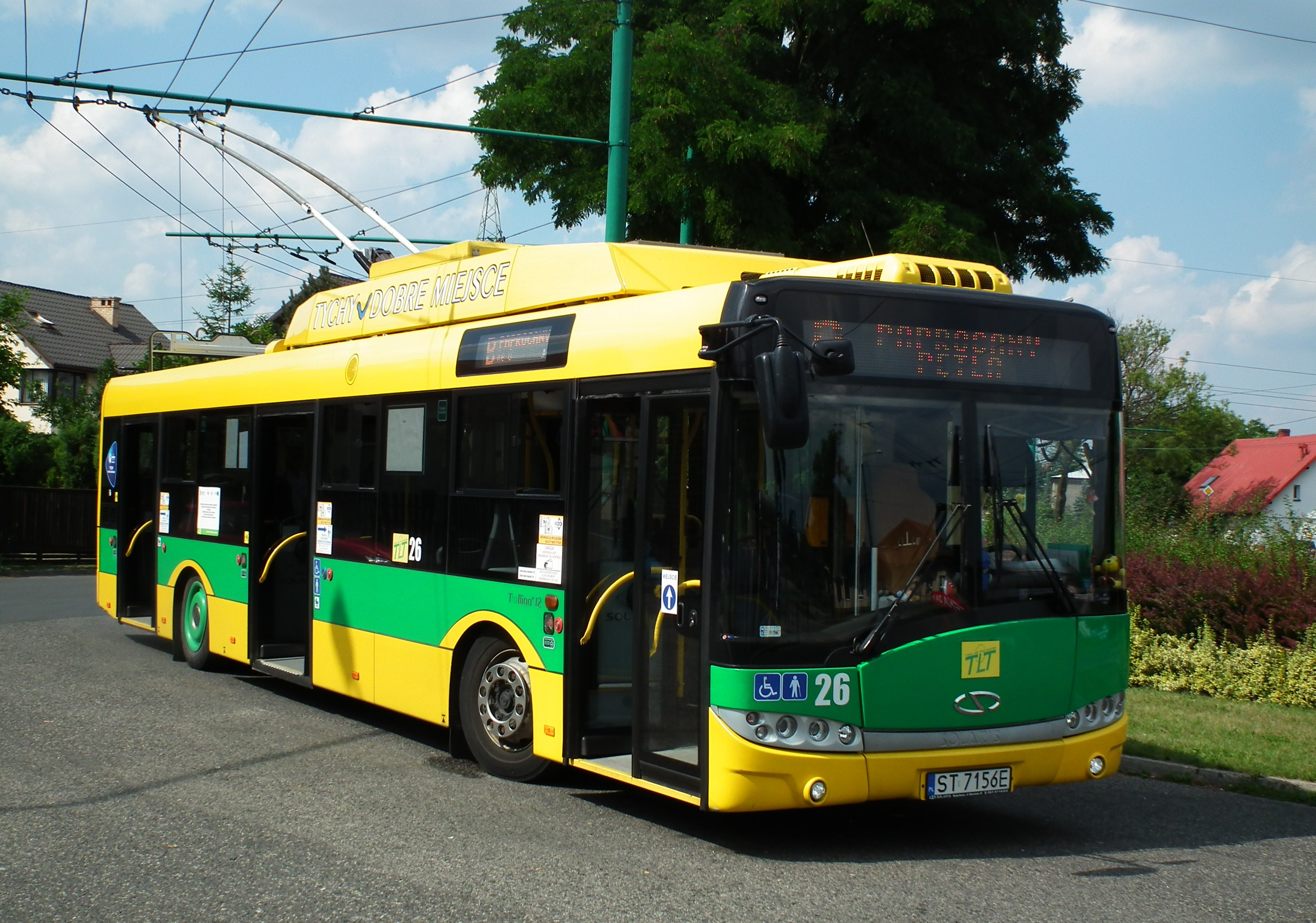
ポーランド：ティヒ
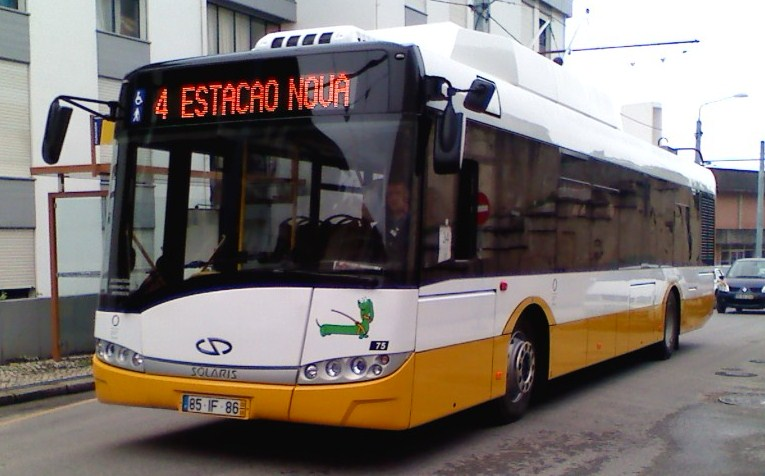
ポルトガル：コインブラ
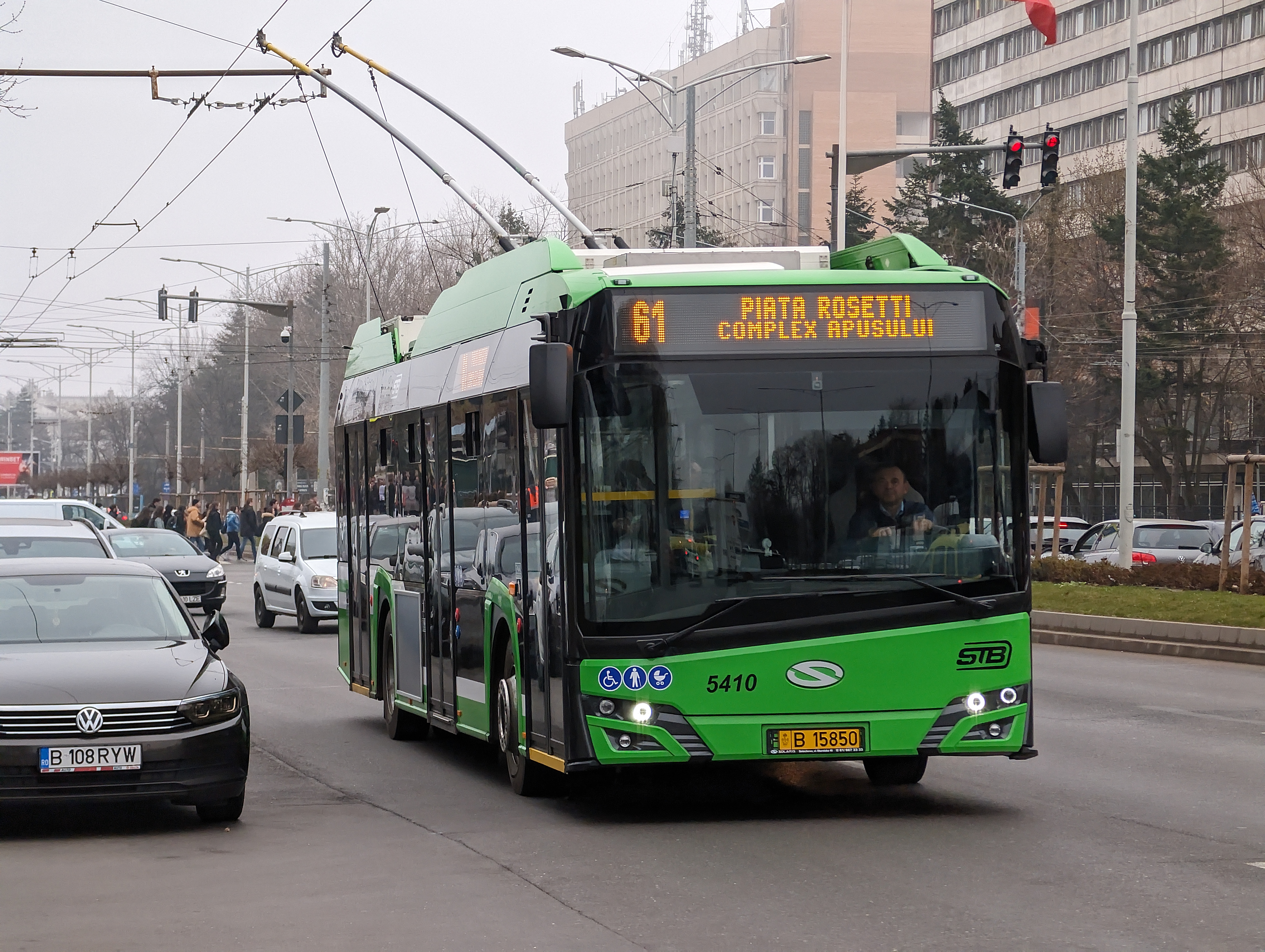
ルーマニア：ブカレスト
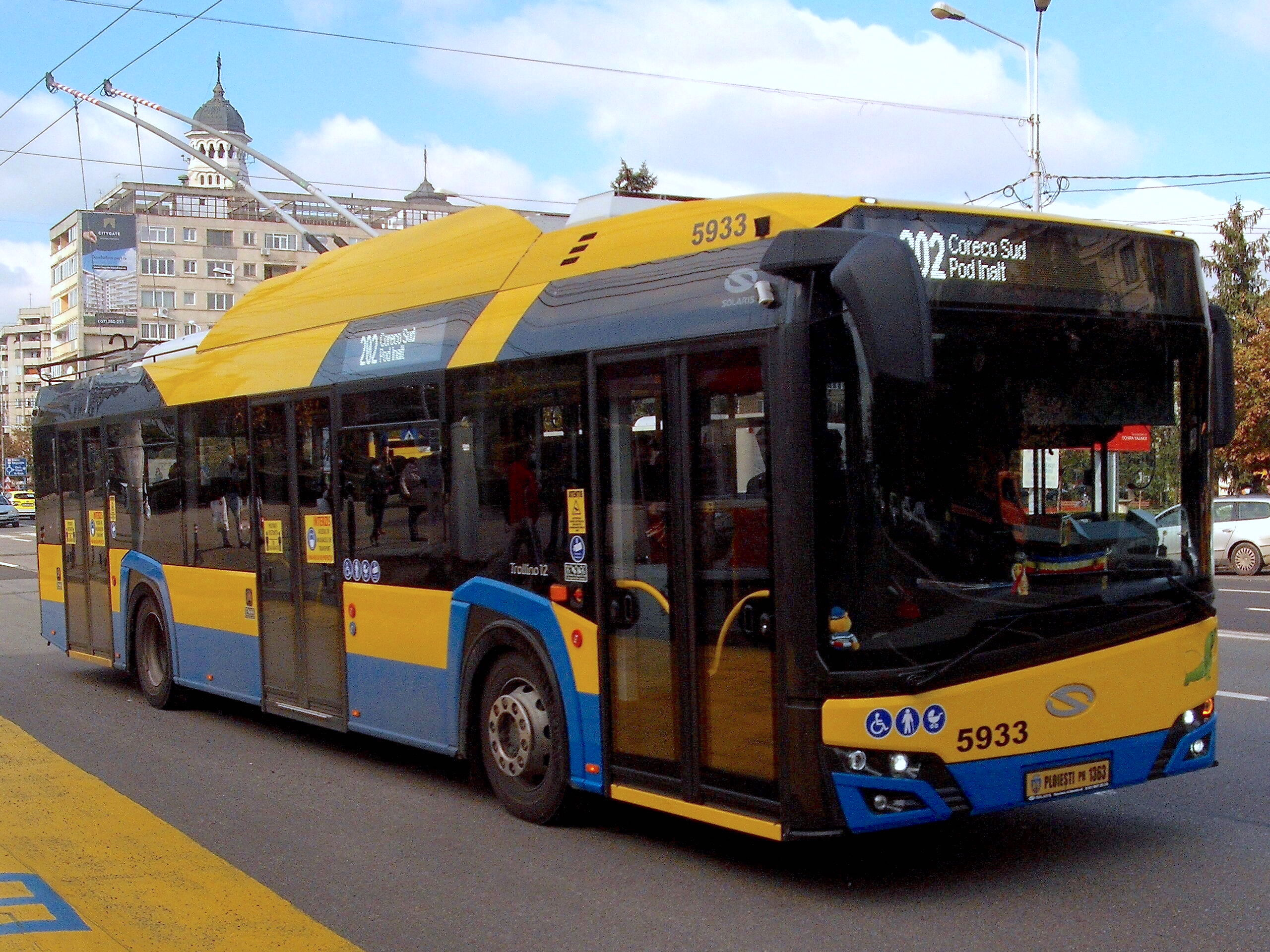
ルーマニア：プロイェシュティ
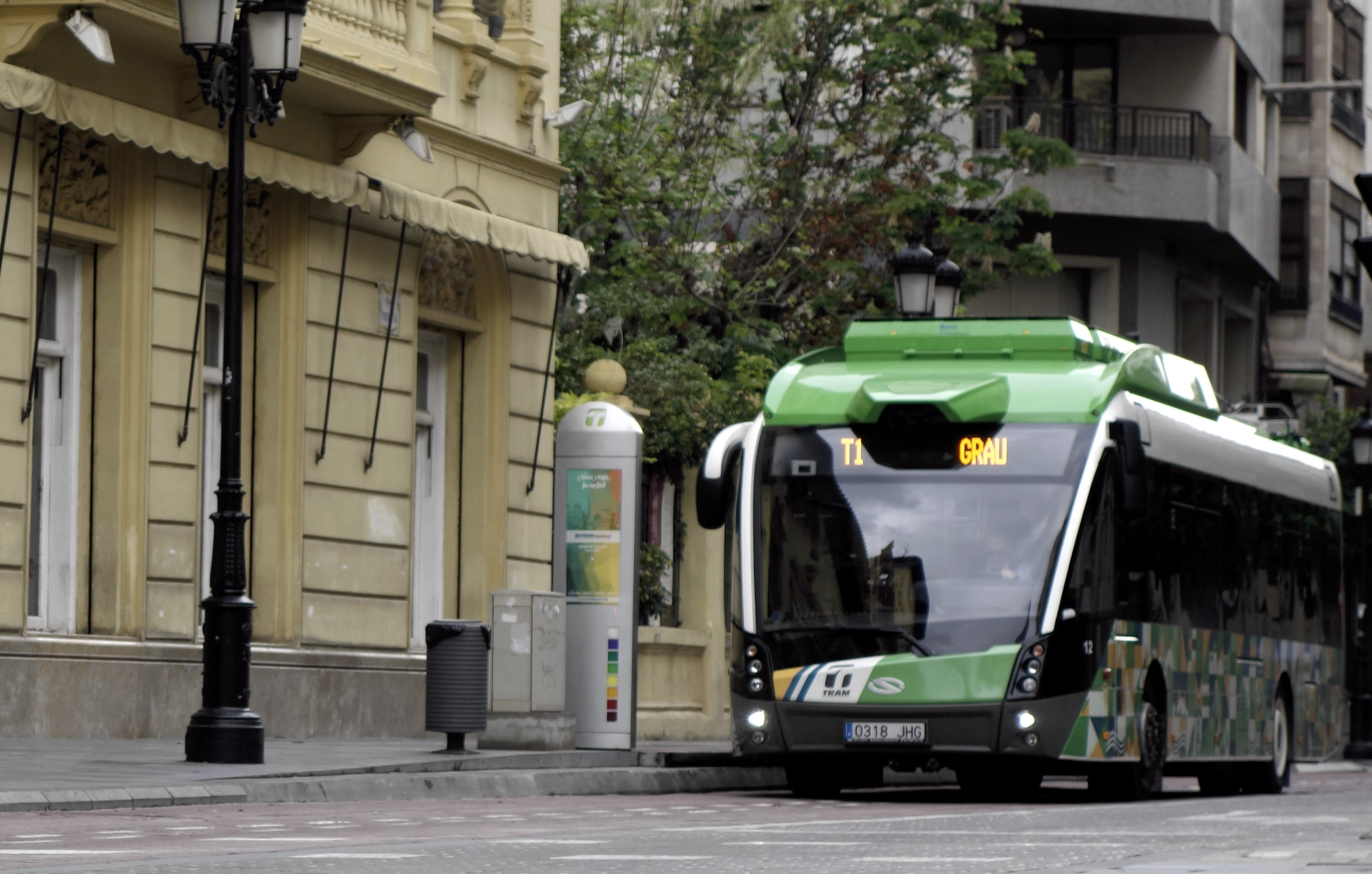
スペイン：カステリョン・デ・ラ・プラナ（メトロスタイル）
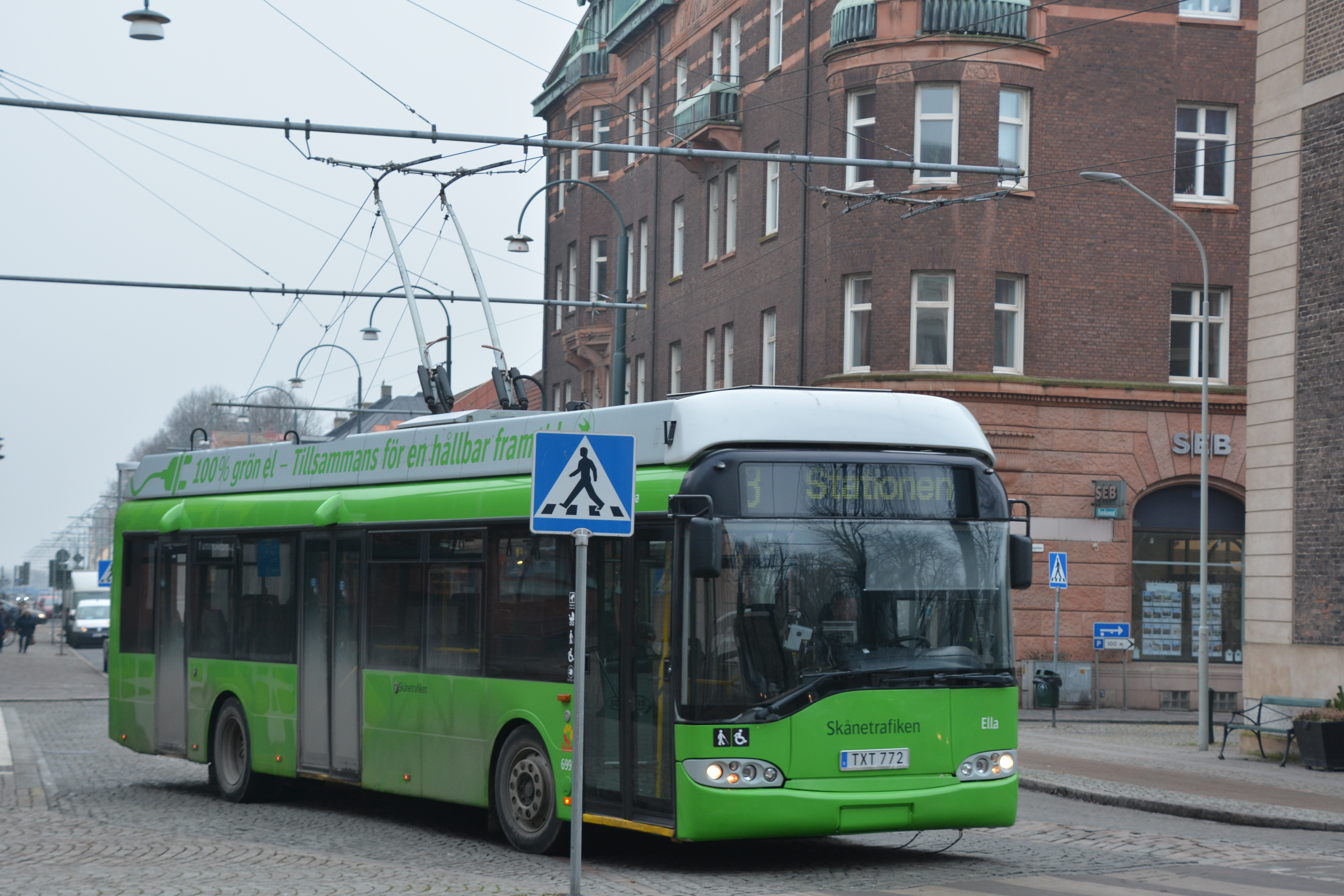
スウェーデン：ランズクルーナ
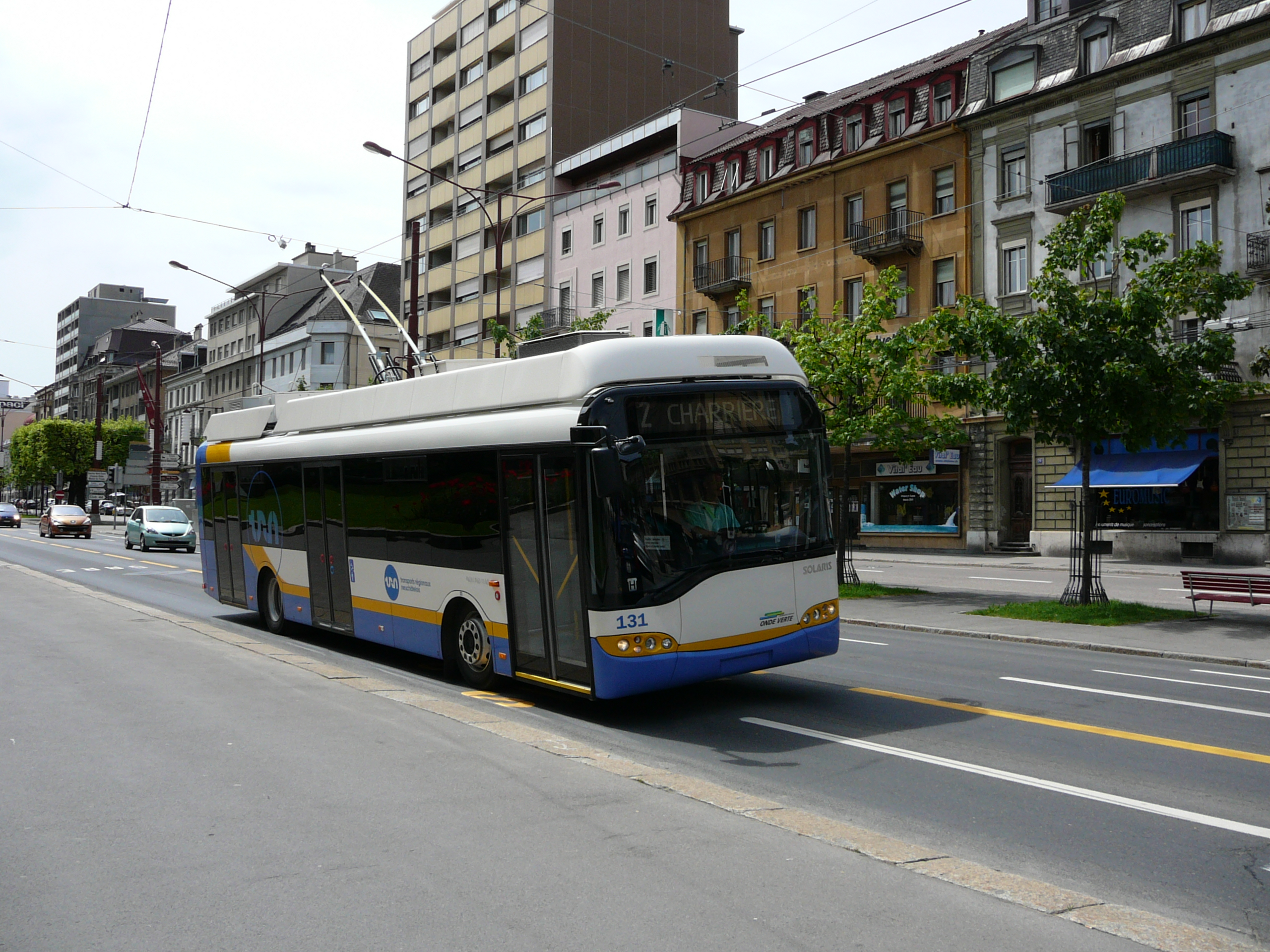
スイス：ラ・ショー＝ド＝フォン

## 参考資料
- Marcin Połom; Bohdan Turżański (April 2011). “Doświadczenia Solaris Bus & Coach w produkcji trolejbusów”. TTS Technika Transportu Szynowego (Instytut Naukowo-Wydawniczy "TTS" Sp. z o.o) 2025年4月13日閲覧。.
- Martin Harák (2015-11-10). České trolejbusy historie a současnost, typy, technika, provoz. Praha: Grada Publishing a.s.. ISBN 978-80-247-5552-6

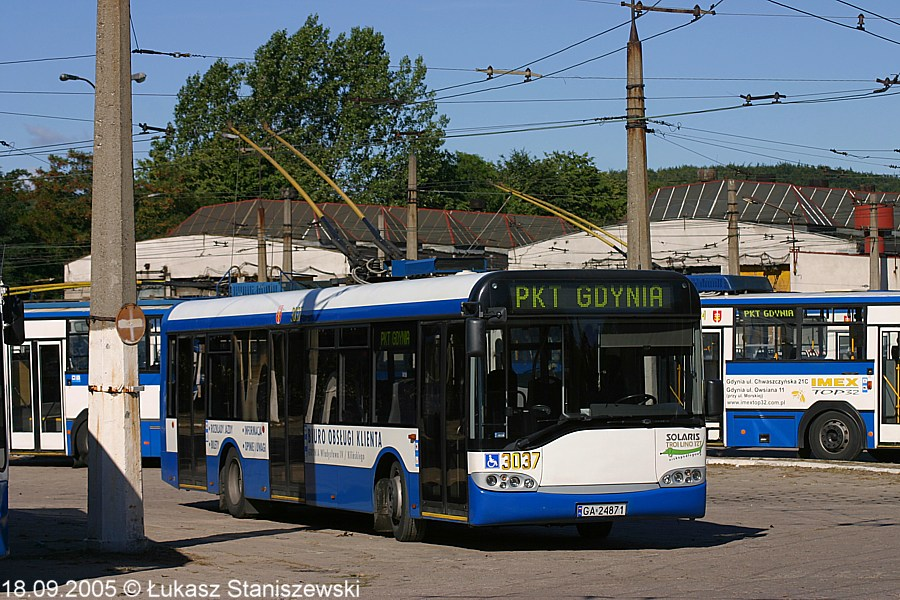
第1世代（ポーランド：グディニャ） （2005年撮影）
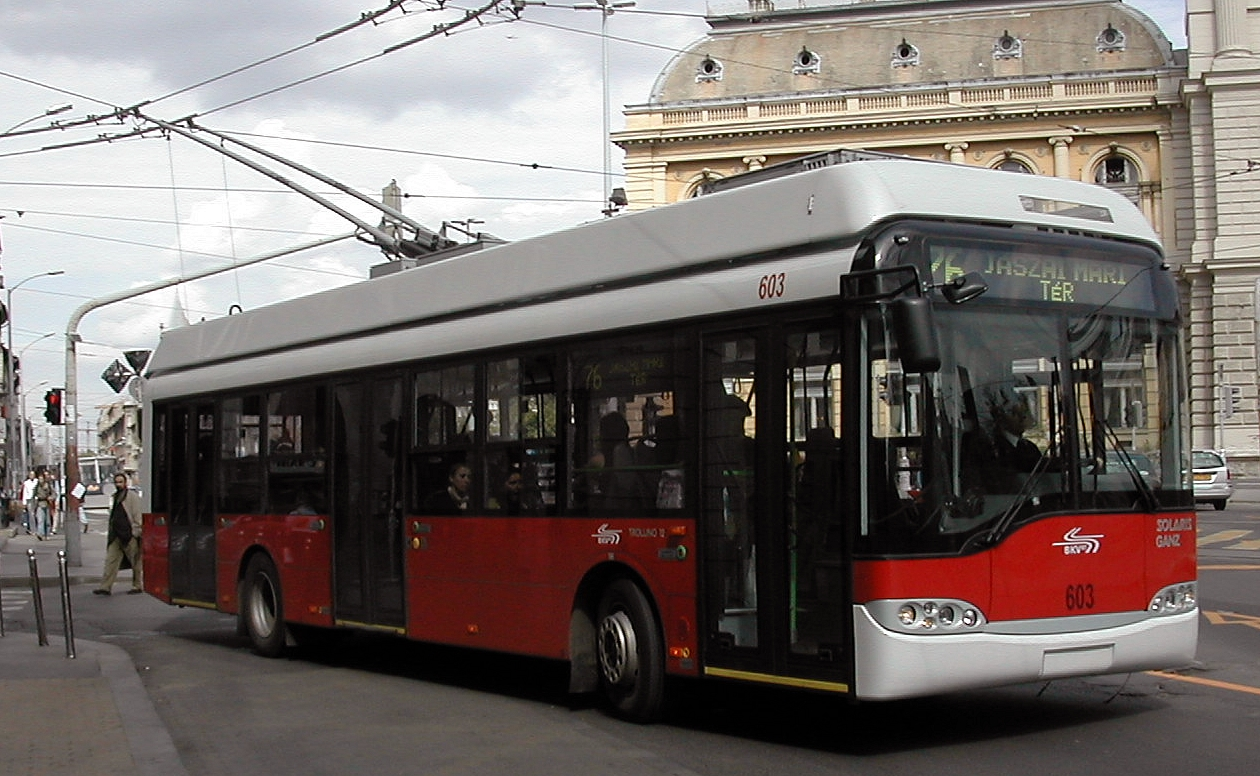
第2世代（ハンガリー：ブダペスト） （2005年撮影）
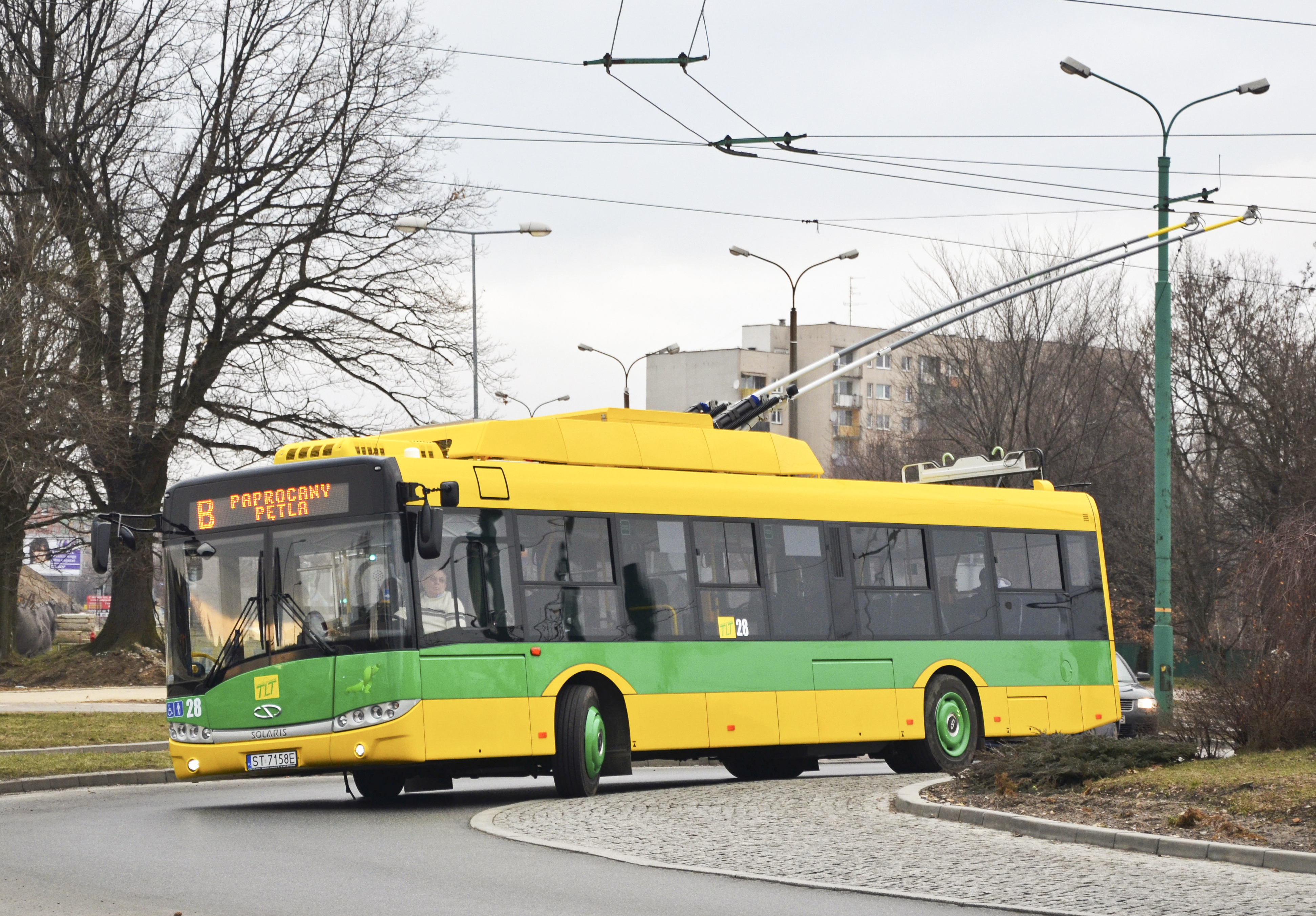
第3世代（ポーランド：ティヒ） （2013年撮影）
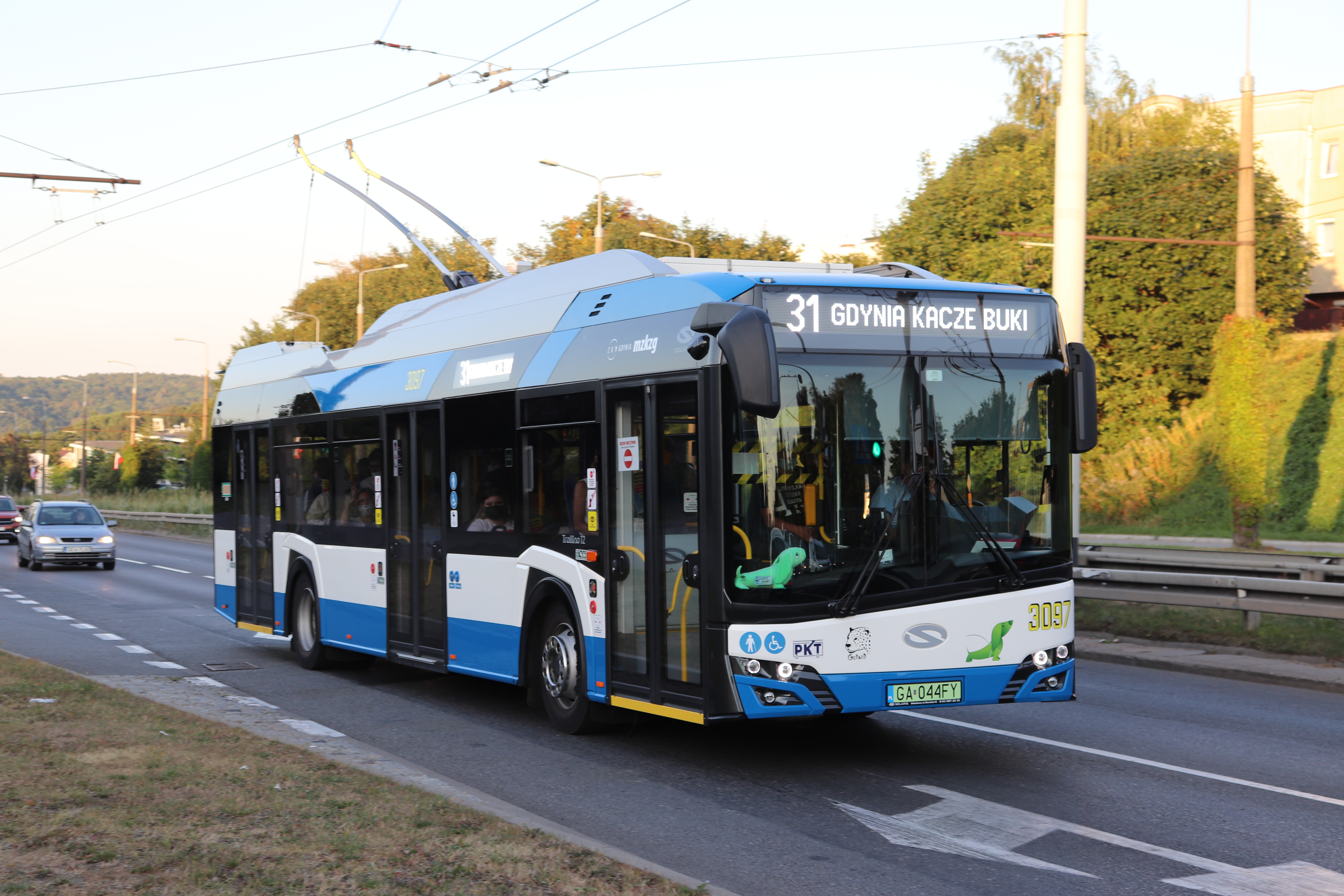
第4世代（ポーランド：グディニャ） （2020年撮影）

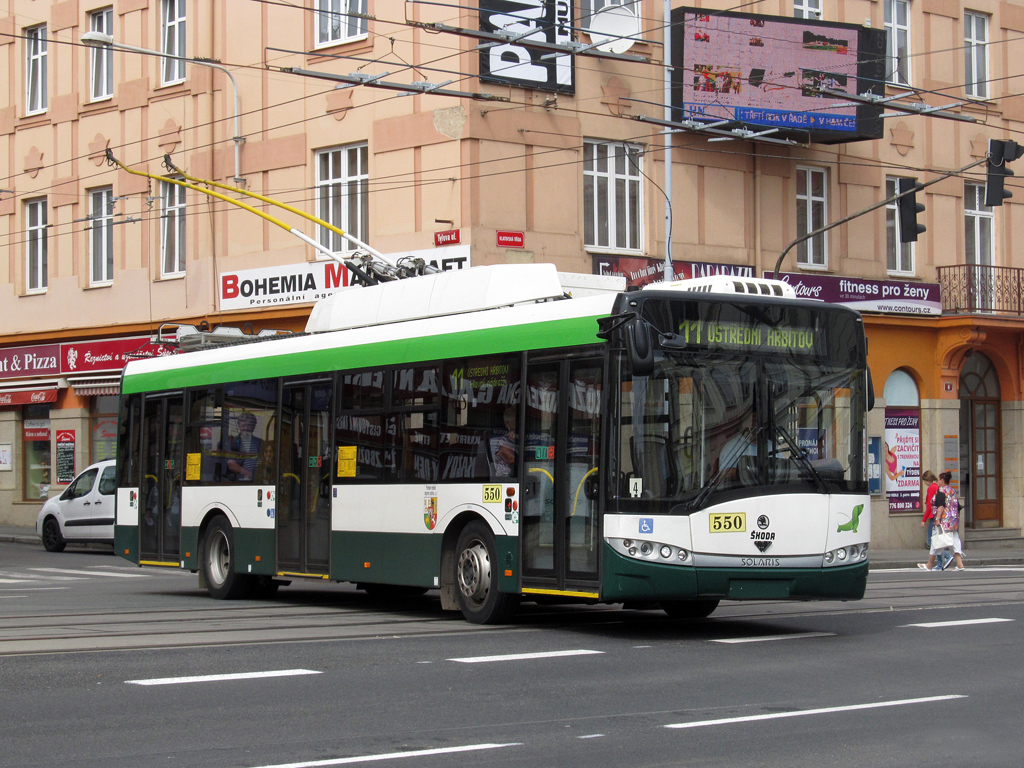
シュコダ26Tr（チェコ：プルゼニ） （2016年撮影）
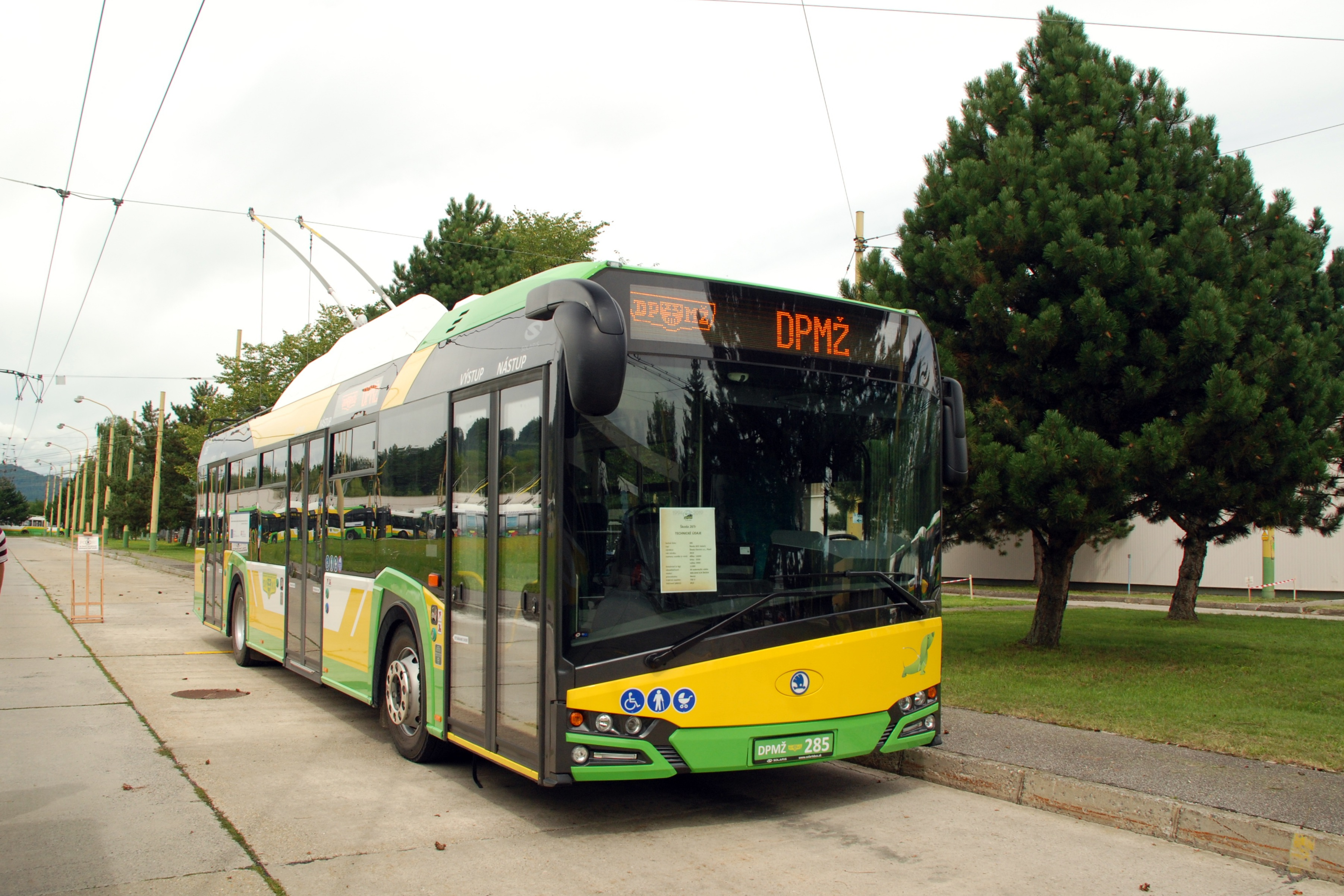
シュコダ26Tr（スロバキア：ジリナ） （2019年撮影）
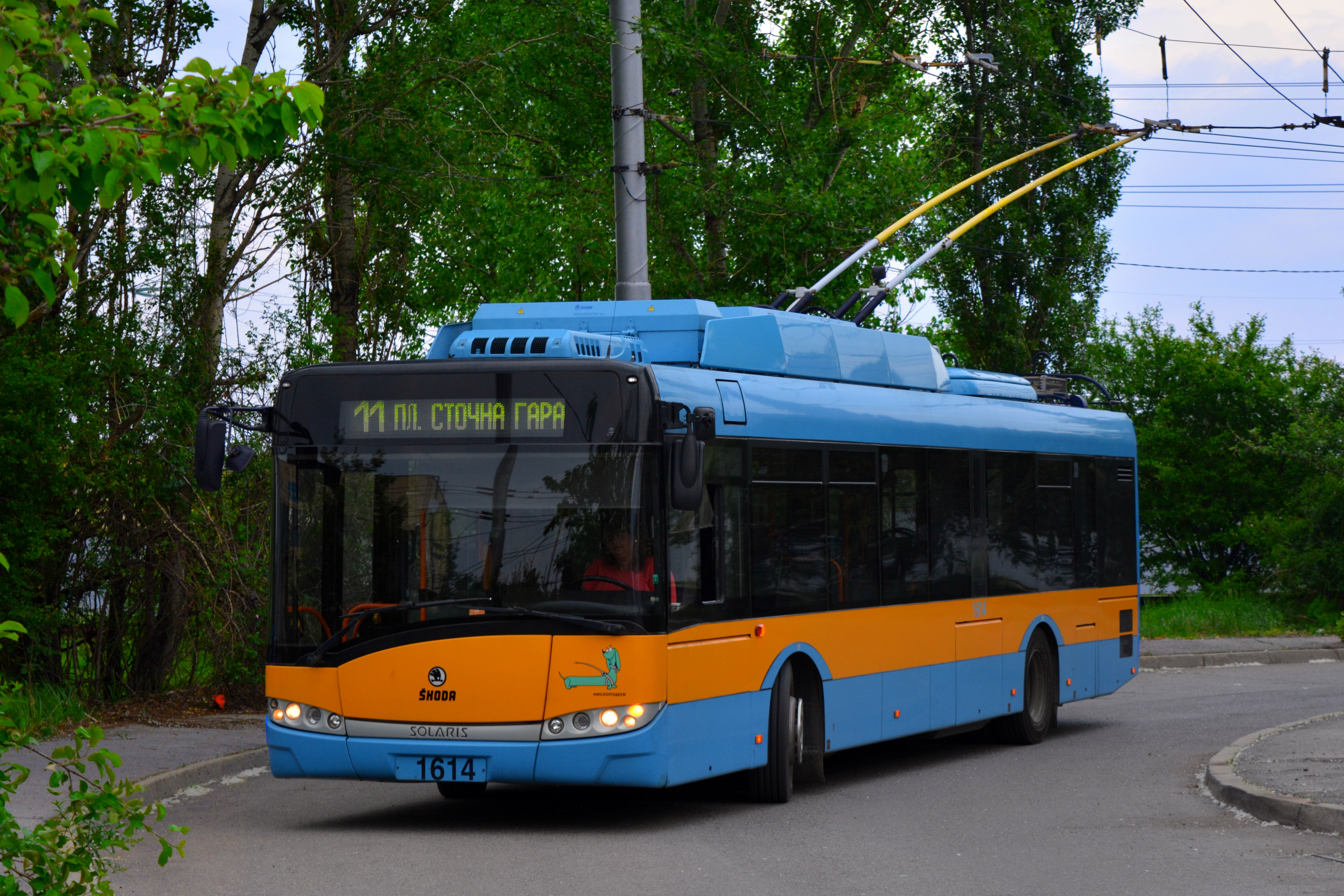
シュコダ26Tr（ブルガリア：ソフィア） （2016年撮影）

- Mateusz Figaszewski (29 September 2022). Technology focus: Battery trolleybus & In-Motion-charging (PDF) (Report). Solaris. 2025年4月13日閲覧.{{cite report}}:  CS1メンテナンス: dateとyear (カテゴリ)